# Wasps RFC
Wasps Rugby Football Club fue un equipo de rugby union profesional. Jugó por última vez en la Premiership Rugby, la máxima división del rugby inglés, el 12 de octubre de 2022. Excluido de toda competición desde la temporada 2022-2023 por motivos económicos. El club fue puesto en administración judicial el 17 de octubre de 2022, y salió el 16 de diciembre del mismo año, salvándose el nombre y estructuras del club. Los propietarios esperan retomar la actividad profesional y anunciar un plan para mudarse a Kent en 2024/2025.
Es uno de los clubes más antiguos del mundo y durante buena parte del siglo XX tuvo sede en Sudbury, un suburbio de Londres. Al iniciar la era profesional, el equipo jugó en el estadio Loftus Road desde 1996 hasta 2002, tras lo cual se mudó a High Wycombe en Buckinghamshire. Desde 2014 juega en el Coventry Building Society Arena en la ciudad de Coventry.

## Historia
El club nació en el año 1867 como resultado de la división que se produjo entre los socios del Hampstead Football Club. De esa separación surgió por un lado el Wasps Football Club y por otro el Harlequins FC. Durante las primeras décadas de su existencia, los Wasps estuvieron emigrando de un estadio a otro por el noroeste de Londres, sin terminar de establecerse. En la primera mitad del siglo XX el club era considerado como uno de los mejores, pero no existía un campeonato oficial de clubs para determinarlo, si bien la selección inglesa solía llevar jugadores de los Wasps.
Cuando la Rugby Football Union creó la Copa Anglo-galesa en 1971 y la Premiership en 1987, el club comenzó a llenar su palmarés de títulos. Aunque los Wasps tardaron 15 años en llegar a su primera final de Copa, que perdió contra Bath Rugby, solo tardó 3 años en proclamarse campeón de liga, en la temporada 1989/90. 
En 1999, el club fue renombrado con el nombre de London Wasps, pese a la modificación, siguió siendo conocido por su nombre original. Desde 2014, decidieron quitar el London para obtener una marca propia, más allá de la ciudad o la región a la que pertenece.
Aunque el club ganó su segunda liga en la temporada 1996/97 y su primera copa en 1999, el gran momento del club fue la primera década del siglo XXI. En los últimos 10 años los Wasps han ganado 4 ligas, 2 copas, 2 copas de Europa y 1 copa Challenge, convirtiendo al palmarés del club en uno de los más importantes del continente.
En la temporada 2001/02 el equipo se mudó a la localidad de High Wycombe para jugar sus partidos en el estadio Adams Park, un pequeño estadio en el que hasta aquel momento jugaba el equipo de fútbol de los Wycombe Wanderers. Debido a que uno de los grandes problemas que ha tenido siempre el club es la baja asistencia de espectadores a las gradas, el estadio se reformó en 2006 para ampliar su capacidad hasta 10 516 espectadores, sin embargo el club trabaja en un proyecto para construir un nuevo estadio para más de 15 000 personas en la misma localidad.

### Grandes figuras
El músico Sting, líder de la legendaria banda The Police, es un fanático del equipo y recibió su apodo porque en su adolescencia habitualmente vestía una camiseta del club.
Entre los jugadores que han militado en las filas de los Wasps cabe destacar a Lawrence Dallaglio, Baptist Lehmann Hodonckor, Joe Worsley, Danny Cipriani, Serge Betsen, Mark van Gisbergen, Rob Andrew, Tom Varndell, Simon Shaw, Phil Vickery, Paul Sackey, Raphaël Ibáñez o Alex King.

## Palmarés

### Torneos internacionales
- Copa de Campeones de Europa (2): 2003–04, 2006–07.
- European Challenge Cup (1): 2002–03
- Orange Cup (1): 2003

### Torneos Nacionales
- Premiership Rugby (6): 1989–90, 1996–97, 2002–03, 2003–04, 2004–05, 2007–08
- Anglo-Welsh Cup (3): 1998-99. 1999-00, 2005-06
- Premiership Sevens (2): 2016, 2017
- Subcampeón Premiership (6): 1987–88, 1990–91, 1992–93, 2000–01, 2016–17, 2019–20